# О’Салливан, Шон (снукерист)
Шон Фрэнсис О’Салливан (англ. Sean Francis O'Sullivan, род. 29 апреля 1994, Уайтчепел) — английский профессиональный игрок в снукер.

## Карьера
Начал профессиональные выступления в 2011 году на низкорейтинговых турнирах Players Tour Championship и 7 раз пробивался в основные стадии соревнований, но не проходил дальше первого раунда. В 2012 году победил на одном из турниров Q-School и получил место среди профессионалов на два сезона. В дебютном сезоне дважды доходил до 1/32 финала соревнований PTC и до 1/32 финала рейтингового Чемпионата Китая, но не участвовал в основных стадиях турниров рейтингового уровня. В 2013 году впервые дошел до 1/16 финала профессионального соревнования на Чемпионате Болгарии, а также дебютировал в основных стадиях рейтинговых турниров, дойдя до 1/32 финала Чемпионате Индии и Чемпионат Великобритании.
В сезоне 2014/2015 потерял профессиональный статус, но продолжал выступать на низкорейтинговых соревнованиях в качестве любителя и впервые дошел до четвертьфинала профессионального турнира Открытом Чемпионате Риги, а также в четвёртый раз дошел до 1/32 финала рейтингового турнира German Masters.
В сезоне 2015/2016 возвращается в Мэйн-тур и ещё дважды доходил до 1/32 финала рейтинговых турниров International Championship и Чемпионата Великобритании. А в следующем сезоне дебютировал в 1/16 финала рейтингового соревнования Рига Мастерс и поднялся на наивысшее для себя 72-е место в рейтинге, также добрался до 1/16 Scottish Open, переиграв Робби Уильямса, Марк Кинга и Митчела Манна.
В общей сложности занимал 72-ю строчку в мировом рейтинге две недели. За свою профессиональную карьеру оформил более 15 сотенных брейков и заработал более 40 тысяч фунтов стерлингов призовых денег.

## Выступления на профессиональных снукерных турнирах
| Турнир                                         | 2011/ 2012                                     | 2012/ 2013                                     | 2013/ 2014                                     | 2014/ 2015                                     | 2015/ 2016                                     | 2016/ 2017                                     | 2017/ 2018                                     |          |
| ---------------------------------------------- | ---------------------------------------------- | ---------------------------------------------- | ---------------------------------------------- | ---------------------------------------------- | ---------------------------------------------- | ---------------------------------------------- | ---------------------------------------------- | -------- |
| Рейтинг                                        | —                                              | —                                              | 91                                             | —                                              | —                                              | 90                                             | 89                                             |          |
| Рейтинговые турниры                            | Рейтинговые турниры                            | Рейтинговые турниры                            | Рейтинговые турниры                            | Рейтинговые турниры                            | Рейтинговые турниры                            | Рейтинговые турниры                            | Рейтинговые турниры                            | П:П      |
| Рига Мастерс                                   | Не проводился                                  | Не проводился                                  | Не проводился                                  | НРТ                                            | НРТ                                            | 1/16                                           |                                                | 1:1      |
| Indian Open                                    | НП                                             | НП                                             | 1/32                                           | 1/64                                           | НП                                             | 1/64                                           |                                                | 0:1      |
| World Open                                     | —                                              | 1/40                                           | —                                              | НП                                             | НП                                             | 1/64                                           |                                                | 0:0      |
| Пол Хантер Классик                             | Низкорейтинговый турнир                        | Низкорейтинговый турнир                        | Низкорейтинговый турнир                        | Низкорейтинговый турнир                        | Низкорейтинговый турнир                        | 1/64                                           |                                                | 0:1      |
| Шанхай Мастерс                                 | —                                              | 1/48                                           | 1/48                                           | —                                              | 1/64                                           | 1/48                                           |                                                | 0:0      |
| European Masters                               | Турнир не проводился                           | Турнир не проводился                           | Турнир не проводился                           | Турнир не проводился                           | Турнир не проводился                           | 1/64                                           |                                                | 0:0      |
| English Open                                   | Турнир не проводился                           | Турнир не проводился                           | Турнир не проводился                           | Турнир не проводился                           | Турнир не проводился                           | 1/64                                           |                                                | 0:1      |
| International Championship                     | НП                                             | 1/48                                           | 1/64                                           | 1/64                                           | 1/32                                           | 1/64                                           |                                                | 0:1      |
| Northern Ireland Open                          | Турнир не проводился                           | Турнир не проводился                           | Турнир не проводился                           | Турнир не проводился                           | Турнир не проводился                           | 1/64                                           |                                                | 0:1      |
| Чемпионат Великобритании                       | —                                              | 1/48                                           | 1/32                                           | —                                              | 1/32                                           | 1/64                                           |                                                | 2:3      |
| Чемпионат Шотландии                            | НП                                             | НРТ                                            | Не проводился                                  | Не проводился                                  | Не проводился                                  | 1/8                                            |                                                | 3:1      |
| German Masters                                 | —                                              | 1/48                                           | —                                              | 1/32                                           | 1/64                                           | 1/64                                           |                                                | 0:0      |
| Мировой Гран-при                               | Не проводился                                  | Не проводился                                  | Не проводился                                  | НР                                             | —                                              | —                                              |                                                | 0:0      |
| Чемпионат Уэльса                               | —                                              | 1/48                                           | 1/64                                           | —                                              | 1/64                                           | 1/32                                           |                                                | 1:3      |
| Shoot-Out                                      | Нерейтинговый турнир                           | Нерейтинговый турнир                           | Нерейтинговый турнир                           | Нерейтинговый турнир                           | Нерейтинговый турнир                           | 1/64                                           |                                                | 0:0      |
| Gibraltar Open                                 | Турнир не проводился                           | Турнир не проводился                           | Турнир не проводился                           | Турнир не проводился                           | НРТ                                            | 1/64                                           |                                                | 0:0      |
| Чемпионат игроков                              | —                                              | —                                              | —                                              | —                                              | —                                              | —                                              |                                                | 0:0      |
| Чемпионат Китая по снукеру                     | —                                              | 1/32                                           | 1/64                                           | 1/64                                           | 1/64                                           | 1/64                                           |                                                | 0:0      |
| Чемпионат мира                                 | —                                              | 1/48                                           | 1/64                                           | 1/72                                           | 1/72                                           | 1/72                                           |                                                | 0:0      |
| Бывшие рейтинговые турниры                     | Бывшие рейтинговые турниры                     | Бывшие рейтинговые турниры                     | Бывшие рейтинговые турниры                     | Бывшие рейтинговые турниры                     | Бывшие рейтинговые турниры                     | Бывшие рейтинговые турниры                     | Бывшие рейтинговые турниры                     | П:П      |
| Australian Open                                | —                                              | 1/48                                           | 1/48                                           | 1/64                                           | 1/48                                           | НП                                             |                                                | 0:0      |
| Wuxi Classic                                   | НР                                             | 1/48                                           | 1/64                                           | 1/64                                           | НП                                             | НП                                             |                                                | 0:0      |
| Статистика выступлений на рейтинговых турнирах | Статистика выступлений на рейтинговых турнирах | Статистика выступлений на рейтинговых турнирах | Статистика выступлений на рейтинговых турнирах | Статистика выступлений на рейтинговых турнирах | Статистика выступлений на рейтинговых турнирах | Статистика выступлений на рейтинговых турнирах | Статистика выступлений на рейтинговых турнирах | Итоги    |
| Кол-во сыгранных турниров                      | 0                                              | 0                                              | 0                                              | 0                                              | 0                                              | 2                                              |                                                | 2        |
| Кол-во титулов                                 | 0                                              | 0                                              | 0                                              | 0                                              | 0                                              | 0                                              |                                                | 0        |
| Кол-во финалов                                 | 0                                              | 0                                              | 0                                              | 0                                              | 0                                              | 0                                              |                                                | 0        |
| Победы : Поражения                             | 0                                              | 3:10                                           | 4:9                                            | 1:7                                            | 3:8                                            | 7:17                                           |                                                | 18:51    |
| Сотенных серий                                 | 1                                              | 3                                              | 2                                              | 5                                              | 1                                              | 4                                              |                                                | 16       |
| Призовые, £                                    | —                                              | 3,682                                          | 6,927                                          | 6,383                                          | 13,250                                         | 10,050                                         |                                                | 40,292 £ |

| П                   | Игрок одержал победу на турнире                                                                  | Игрок одержал победу на турнире                                                                  |
| Ф                   | Игрок проиграл в финале турнира                                                                  | Игрок проиграл в финале турнира                                                                  |
| 1/2                 | Игрок проиграл в 1/2 финала (в полуфинале) турнира (когда в турнире оставалось 4 участника)      | Игрок проиграл в 1/2 финала (в полуфинале) турнира (когда в турнире оставалось 4 участника)      |
| 1/4                 | Игрок проиграл в 1/4 финала (в четвертьфинале) турнира (когда в турнире оставалось 8 участников) | Игрок проиграл в 1/4 финала (в четвертьфинале) турнира (когда в турнире оставалось 8 участников) |
| 1/6                 | Игрок проиграл в 1/6 финала турнира (когда в турнире оставалось 12 участников)                   | Игрок проиграл в 1/6 финала турнира (когда в турнире оставалось 12 участников)                   |
| 1/8                 | Игрок проиграл в 1/8 финала турнира (когда в турнире оставалось 16 участников)                   | Игрок проиграл в 1/8 финала турнира (когда в турнире оставалось 16 участников)                   |
| 1/16                | Игрок проиграл в 1/16 финала турнира (когда в турнире оставалось 32 участника)                   | Игрок проиграл в 1/16 финала турнира (когда в турнире оставалось 32 участника)                   |
| 1/24                | Игрок проиграл в 1/24 финала турнира (когда в турнире оставалось 48 участников)                  | Игрок проиграл в 1/24 финала турнира (когда в турнире оставалось 48 участников)                  |
| 1/32                | Игрок проиграл в 1/32 финала турнира (когда в турнире оставалось 64 участников)                  | Игрок проиграл в 1/32 финала турнира (когда в турнире оставалось 64 участников)                  |
| 1/40                | Игрок проиграл в 1/40 финала турнира (когда в турнире оставалось 80 участников)                  | Игрок проиграл в 1/40 финала турнира (когда в турнире оставалось 80 участников)                  |
| 1/48                | Игрок проиграл в 1/48 финала турнира (когда в турнире оставалось 96 участников)                  | Игрок проиграл в 1/48 финала турнира (когда в турнире оставалось 96 участников)                  |
| 1/64                | Игрок проиграл в 1/64 финала турнира (когда в турнире оставалось 128 участников)                 | Игрок проиграл в 1/64 финала турнира (когда в турнире оставалось 128 участников)                 |
| ГР                  | Игрок проиграл на групповой стадии турнира                                                       | Игрок проиграл на групповой стадии турнира                                                       |
| ДР                  | Игрок проиграл в дополнительном турнира                                                          | Игрок проиграл в дополнительном турнира                                                          |
| ПР                  | Игрок проиграл в предварительном раунде                                                          | Игрок проиграл в предварительном раунде                                                          |
| 1/64                | Игрок проиграл в указанном раунде, который являлся квалификационным                              | Игрок проиграл в указанном раунде, который являлся квалификационным                              |
| ПК                  | Игрок проиграл в предварительной квалификации турнира                                            | Игрок проиграл в предварительной квалификации турнира                                            |
| КГР                 | Игрок проиграл в квалификационном групповом раунде турнира                                       | Игрок проиграл в квалификационном групповом раунде турнира                                       |
| 1/64                | Игрок снялся с турнира перед матчем указанного раунда                                            | Игрок снялся с турнира перед матчем указанного раунда                                            |
| —                   | Игрок не принимал участие в турнире                                                              | Игрок не принимал участие в турнире                                                              |
| НП                  | Турнир не проходил в указанном сезоне                                                            | Турнир не проходил в указанном сезоне                                                            |
| РТ                  | В указанном сезоне турнир являлся рейтинговым                                                    | В указанном сезоне турнир являлся рейтинговым                                                    |
| НТ                  | В указанном сезоне турнир являлся нерейтинговым                                                  | В указанном сезоне турнир являлся нерейтинговым                                                  |
| НРТ                 | В указанном сезоне турнир являлся низкорейтинговым                                               | В указанном сезоне турнир являлся низкорейтинговым                                               |
| Сотенные серии      |                                                                                                  |                                                                                                  |
|                     | Больше 20 сотенных серий                                                                         |                                                                                                  |
|                     | Больше 30 сотенных серий                                                                         |                                                                                                  |
|                     | Больше 40 сотенных серий                                                                         |                                                                                                  |
|                     | Больше 50 сотенных серий                                                                         |                                                                                                  |
|                     | Больше 60 сотенных серий                                                                         |                                                                                                  |
| 55                  | Находился в топ-5 лидеров сезона по этому показателю                                             |                                                                                                  |
| 55                  | Лидер сезона по этому показателю                                                                 |                                                                                                  |
| Призовые деньги (£) |                                                                                                  |                                                                                                  |
|                     | Больше £100,000                                                                                  |                                                                                                  |
|                     | Больше £200,000                                                                                  |                                                                                                  |
|                     | Больше £300,000                                                                                  |                                                                                                  |
|                     | Больше £400,000                                                                                  |                                                                                                  |
|                     | Больше £500,000                                                                                  |                                                                                                  |
|                     | Больше £600,000                                                                                  |                                                                                                  |
| 400,000             | Находился в топ-5 лидеров сезона по этому показателю                                             |                                                                                                  |
| 400,000             | Лидер сезона по этому показателю                                                                 |                                                                                                  |

### Комментарии
1. 1 2  Не являлся участником мейн-тура.
2. 1 2  Новички мэйн-тура не имеют рейтинга..
3. 1 2  Считаются только матчи, сыгранные в основных стадиях турниров (квалификационные матчи не входят в статистику).
4. ↑  Турнир назывался «Открытый чемпионат Риги» (2014/2015-2015/2016)
5. 1 2 3 4 5  Считаются только матчи, сыгранные в рейтинговых розыгрышах турнира.
6. ↑  Турнир назывался Гран-при (2009/2010).
7. ↑  Турнир назывался «Гранд-финал PTC» (2011/2012-2012/2013) и «Players Championship Grand Final» (2013/2014) и с сезона 2010/2011 д0 сезона 2015/2016 являлся рейтинговым финальным турниром серии низкорейтинговых PTC.
8. ↑  Считается количество турниров, где игрок выступал в основной стадии (турниры, где игрок проиграл в квалификации не входят в статистику)
9. ↑  Согласно данным сайта http://cuetracker.net Архивная копия от 4 мая 2017 на Wayback Machine.